# Yoshimatsu Oyama
Pour les articles homonymes, voir Oyama.
Yoshimatsu Oyama (大山 義松, Oyama Yoshimatsu) est un footballeur international japonais. Il évoluait au poste de défenseur.

## Carrière
Yoshimatsu Oyama est sélectionné à quatre reprises en équipe nationale japonaise, les 23 et 24 mai 1923, pour deux défaites aux Jeux de l'Extrême-Orient contre les Philippines (2–1) et la Chine (5–1). Puis les 17 et 20 mai 1925, pour deux défaites aux Jeux de l'Extrême-Orient contre les Philippines (4–0) et la Chine (2–0).
Il joue alors en club à l'Osaka Soccer Club.